# John Erskine, 21. Earl of Mar
John Erskine, 21. Earl of Mar (* nach 1610; † September 1668 in Alloa), war ein schottischer Adliger.

## Leben
Er war der Sohn und Erbe von John Erskine, 20. Earl of Mar aus dessen 1610 geschlossener Ehe mit Jean Hay, einer Tochter von Francis Hay, 9. Earl of Erroll.
Mit dem Tod seines Vaters im Jahr 1653 übernahm er den Titel 21. Earl of Mar (erster Verleihung), sowie die nachgeordneten Titel 14. Lord Garioch und 9. Lord Erskine. Gemäß einer Entscheidung des House of Lords Privileges Committee vom 26. Februar 1875 gilt er de iure auch als 4. Earl of Mar (siebter Verleihung).
Er kämpfte 1645 in der Schlacht von Philiphaugh, wurde 1661 zum Kommandanten und Gouverneur von Stirling Castle ernannt und erhielt im Jahr 1662 zusätzlich den Rang eines Hauptmannes bei den Scots Guards. In den Jahren 1660 und 1661 war er zudem Mitglied des schottischen Geheimen Kronrates.
Er war zweimal verheiratet. Die erste Ehe wurde 1641 mit Elizabeth Scott, einer Tochter von Walter Scott, 1. Earl of Buccleuch, geschlossen und blieb kinderlos. Aus der zweiten Ehe von 1647 mit Jean Mackenzie, einer Tochter von George Mackenzie, 2. Earl of Seaforth, stammten vier Töchter und sein Sohn:
- Barbara Erskine († 1690), ⚭ James Douglas, 2. Marquess of Douglas,
- Sophia Erskine, ⚭ Alexander Forbes, 3. Lord Forbes of Pitsligo,
- Jean Erskine (* 1649), ⚭ John Cuninghame, 11. Earl of Glencairn,
- Charles Erskine, 22. Earl of Mar (1650–1689),
- Marie Erskine (* 1657).